# Heidi Wengová
Heidi Wengová (* 20. července 1991 Ytre Enebakk) je norská běžkyně na lyžích. Zúčastnila se pěti mistrovství světa (2013, 2015, 2017, 2019, 2021) a dvou olympiád (2014, 2018). Je čtyřnásobnou mistryní světa ve štafetě (z let 2013, 2015, 2017, 2021) a mistryní světa ve sprintu dvojic (2017).

## Sportovní kariéra
Ve Světovém poháru v běhu na lyžích si první vítězství Weng připsala v sezóně 2015/16, když zvítězila v jedné etapě Tour de Ski a ve dvou etapách Ski Tour Canada. Triumf v hlavním závodě pak získala na začátku sezóny 2016/17 – vyhrála třídílnou minisérii Lillehammer Tour 2016. Vyhrála Tour de Ski 2016/17, když se do vedení poprvé posunula po páté etapě. V další etapě se však do čela průběžného pořadí vrátila Stina Nilssonová, která zvítězila ve čtyřech ze sedmi etap Tour. Rozhodovalo se v poslední etapě, do níž Wengová vyrážela se ztrátou 19 sekund, Nilssonovou však dostihla ještě před stoupáním na Alpe Cermis, v něm ji ujela o téměř dvě minuty a v cíli byla o více než minutu a půl před druhou Kristou Pärmäkoskiovou. Svůj triumf pak obhájila při Tour de Ski 2017/18 a stala se tak po Justyně Kowalczykové teprve druhou ženou v jedenáctileté historii Tour de Ski, které se to podařilo. Přitom průběžné pořadí vedla od 2. etapy Ingvild Flugstadová Østbergová, která před posledními dvěma etapami měla před druhou Wengovou náskok 57 sekund. Ovšem v předposlední etapě na 10 km klasicky Wengová z jejího náskoku na trati ubrala 35 sekund a díky bonusům se k rivalce přiblížila na necelé dvě sekundy. Rozhodla znovu ve stoupání na Alpe Cermis, dvě třetiny závěrečné etapy běžela s Østbergovou bok po boku, ale necelé dva kilometry před cílem Wengová nastoupila a krajance nadělila skoro 50 sekund.

## Výsledky

### Výsledky ve Světovém poháru
| Sezóna  | Věk | Sezónní výsledky | Sezónní výsledky | Sezónní výsledky | Sezónní výsledky | Výsledky na Ski Tour | Výsledky na Ski Tour | Výsledky na Ski Tour | Výsledky na Ski Tour |
| Sezóna  | Věk | Celkově          | Distance         | Sprinty          | Nordic Opening   | Tour de Ski          | Ski Tour             | WC Final             | Ski Tour Kanada      |
| ------- | --- | ---------------- | ---------------- | ---------------- | ---------------- | -------------------- | -------------------- | -------------------- | -------------------- |
| 2009/10 | 18  | 110.             | 87.              | —                | —                | —                    | —                    | —                    | —                    |
| 2010/11 | 19  | 59.              | 49.              | 83.              | —                | —                    | —                    | 18.                  | —                    |
| 2011/12 | 20  | 10.              | 10.              | 21.              | 16.              | DNF                  | —                    | 2.                   | —                    |
| 2012/13 | 21  | 5.               | 4.               | 13.              | 3.               | 6.                   | —                    | 4.                   | —                    |
| 2013/14 | 22  | 4.               | 5.               | 27.              | 9.               | 3.                   | —                    | 3.                   | —                    |
| 2014/15 | 23  | 3.               | 3.               | 5.               | 3.               | 3.                   | —                    | —                    | —                    |
| 2015/16 | 24  | 3.               | 2.               | 4.               | 9.               | 3.                   | —                    | —                    | 2.                   |
| 2016/17 | 25  | 1.               | 1.               | 4.               | 1.               | 1.                   | —                    | 2.                   | —                    |
| 2017/18 | 26  | 1.               | 1.               | 15.              | 4.               | 1.                   | —                    | 18.                  | —                    |
| 2018/19 | 27  | 16.              | 11.              | 77.              | 16.              | 7.                   | —                    | 20.                  | —                    |
| 2019/20 | 28  | 2.               | 2.               | 14.              | 2.               | 4.                   | 2.                   | —                    | —                    |
| 2020/21 | 29  | 20.              | 7.               | NC               | DNF              | —                    | —                    | —                    | —                    |
| 2021/22 | 30  | 6.               | 5.               | 41.              | —                | 3.                   | —                    | —                    | —                    |
| 2022/23 | 31  | 10.              | 4.               | 98.              | —                | 6.                   | —                    | —                    | —                    |
| 2023/24 | 32  | 8.               | 6.               | 51.              | —                | 2.                   | —                    | —                    | —                    |

### Výsledky na OH
| Rok  | Věk | 10 km | 15 km skiatlon | 30 km hromadný start | sprint | 4 × 5 km štafeta | sprint dvojic |
| ---- | --- | ----- | -------------- | -------------------- | ------ | ---------------- | ------------- |
| 2014 | 22  | 9.    | 3.             | 19.                  | —      | 5.               | —             |
| 2018 | 26  | 11.   | 9.             | 8.                   | 11.    | —                | —             |

### Výsledky na MS
| Rok  | Věk | 10 km | 15 km skiatlon | 30 km hromadný start | sprint | 4 × 5 km štafeta | sprint dvojic |
| ---- | --- | ----- | -------------- | -------------------- | ------ | ---------------- | ------------- |
| 2013 | 21  | 6.    | 3.             | 4.                   | –      | 1.               | –             |
| 2015 | 23  | 22.   | 7.             | 22.                  | –      | 1.               | –             |
| 2017 | 25  | 4.    | 5.             | 2.                   | 7.     | 1.               | 1.            |
| 2019 | 27  | 19.   | 7.             | —                    | —      | 2.               | —             |
| 2021 | 29  | 15.   | 9.             | 2.                   | —      | 1.               | —             |